# سالومه (فیلم ۱۳۵۲)
سالومه فیلمی به کارگردانی مهدی ژورک و نویسندگی سیروس الوند محصول سال ۱۳۵۲ است.

## خلاصه داستان
خلیل (سعید راد) و صادق (جلال پیشوائیان) و کریم (ابراهیم نادری)، که موفق به یافتن شغلی مناسب نمی‌شوند، تصمیم به قاچاق می‌گیرند ...

## بازیگران
- مرجان
- سعید راد
- جلال پیشواییان
- مرسده کامیاب
- ابراهیم نادری
- ناهید
- گیتی فروهر
- فریدون ریاحی
- روحی ساوجی